# Tectaria barclayi
Tectaria barclayi là một loài thực vật có mạch trong họ Dryopteridaceae. Loài này được (Carruth.) C. Chr. miêu tả khoa học đầu tiên năm 1934.